# Калулуши
Калулуши (на английски: Kalulushi) е град в централната част на Северна Замбия, провинция Копърбелт. Близо е до границата с Демократична република Конго. Основан е през 1953 г. Разстоянието до най-близкия голям град Китуе е 14 км. на североизток. На изток от Калулуши до село Чибулума има мина с медна и кобалтова руда, а на запад от Калулуши има плантация с евкалипти и тропически бор. Население 51 863 жители, според преброяване от 2010 г.